# Crunți, Ialomița
Crunți este un sat în comuna Reviga din județul Ialomița, Muntenia, România.
Crunti.